# 金布羅 (阿拉巴馬州)
金布羅（英語：Kimbrough）是位於美國阿拉巴馬州威爾科克斯縣的一個非建制地區。該地的面積和人口皆未知。

## 地理
金布羅的座標為32°02′00″N 87°33′54″W / 32.03333°N 87.56500°W，而該地的平均海拔高度為28米（即92英尺）。